# ويليام هي
ويليام هي هو ممثل صيني، ولد في 14 مارس 1948، وتوفي في 27 يناير 2015.

## وصلات خارجية
- ويليام هي على موقع IMDb (الإنجليزية)
- ويليام هي على موقع قاعدة بيانات الفيلم (الإنجليزية)